# جادوگر (فیلم ۱۹۸۹ آمریکایی)
جادوگر (به انگلیسی: The Wizard) فیلمی محصول سال ۱۹۸۹ و به کارگردانی تاد هلند است. در این فیلم بازیگرانی همچون فرد سویج، بو بریجز، کریستین اسلیتر، لوک ادواردز، جنی لویس، وندی فیلیپس، سام مک‌موری، فرانک مک‌ری و توبی مگوایر ایفای نقش کرده‌اند.